# Le Promeneur du Champ-de-Mars
Le Promeneur du Champ-de-Mars és una pel·lícula francesa de Robert Guédiguian estrenada als cinemes el 16 de febrer de 2005. Aquesta és una adaptació cinematogràfica de la novel·la Le Dernier Mitterrand, de Georges-Marc Benamou.

## Argument
Benamou va parlar i va acompanyar Mitterrand durant els darrers 1.000 dies de la seva presidència. Benamou va treballar per a una revista de petita circulació anomenada Globe, una revista per a socialistes de xampany, la gauche caviar en francès. No és clar per què Mitterrand va escollir Benamou, però el periodista va dir que s'havien portat bé i va parlar de la vida, les dones i la literatura.

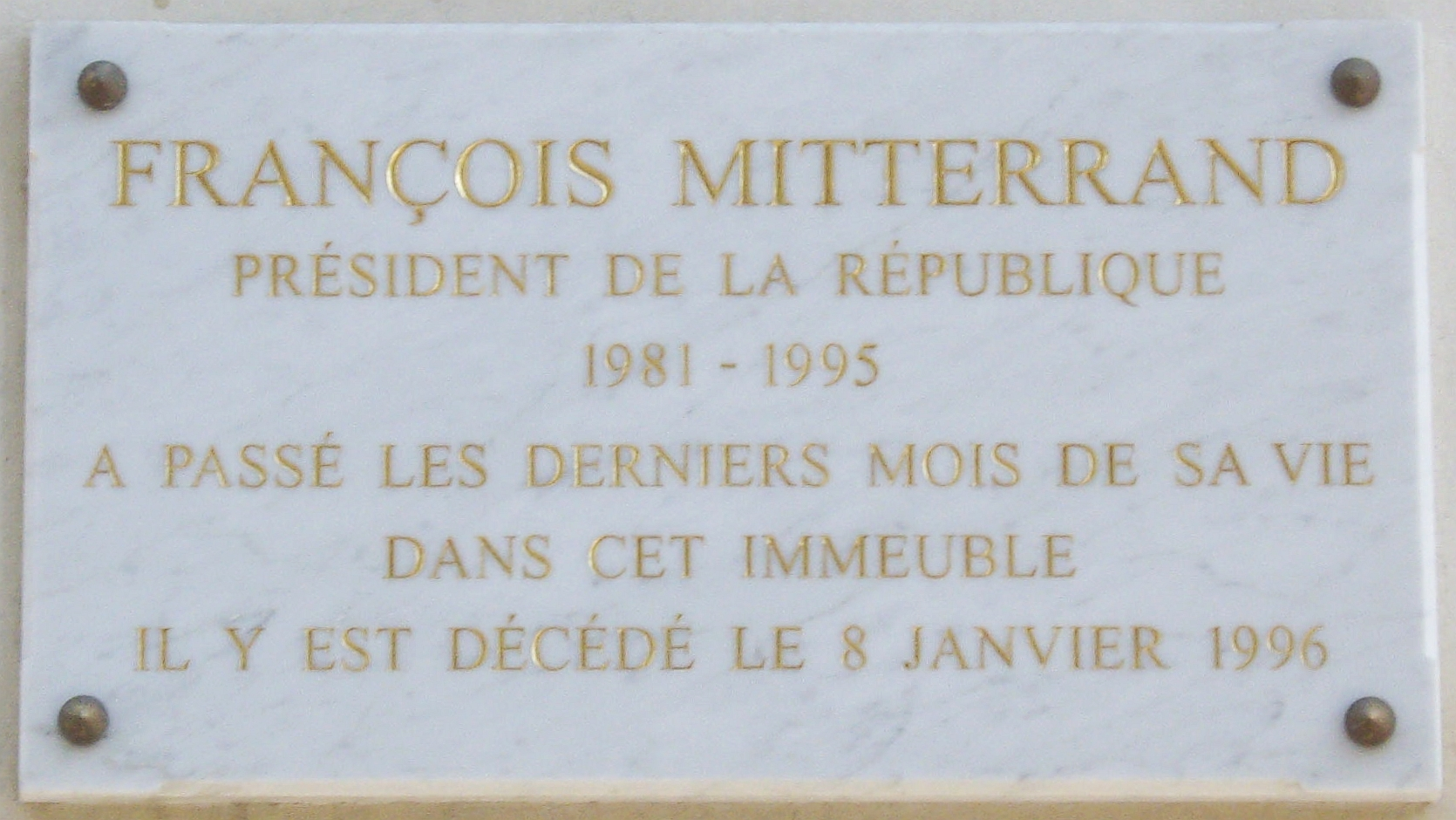
Placa a 9, avenue Frédéric-Le-Play ale 7è districte de París. Mitterrand passejava pel proper Champ-de-Mars.

Quan el llibre resultant va aparèixer l'any 1997, però, Benamou va ser rebutjat per molts de la família i col·laboradors de Mitterrand -fins i tot Pierre Bergé, que va finançar la revista Globe va titllar l'obra de "traïció absoluta"- i no van ajudar amb la pel·lícula. Sembla que estaven especialment indignats no per les revelacions sobre la vida privada de Mitterrand (Mitterand tenia una segona família secreta, inclosa la filla que mantenia oculta del públic) o qualsevol cosa a veure amb Vichy, sinó amb una descripció de Mitterrand devorant un plat ple d'hortolans. L'ocell és una espècie protegida i menjar-ne està prohibit per la llei de la UE. Algunes altres persones al sopar van dir que Benamou era un mentider dient que aquest incident no havia passat mai. Benamou ho va negar. El 2004, un dels col·laboradors més propers de Mitterrand, que també havia estat a l'àpat, va dir que Benamou tenia raó, però que no apareixen hortolans a la pel·lícula i Mitterrand es menja un plat d'ostres. Benamou, un jueu sefardita nascut algerià, va afirmar que no havia trobat Mitterrand antisemita ni en la seva època a Vichy ni després, cosa de la qual s'havia acusat Mitterrand, que de vegades parlava de 'le lobby juif', el seu terme per a alguns jueus francesos i el seu enfocament en el seu historial de guerra. Benamou va defensar Mitterrand malgrat la seva protecció de col·laboradors com René Bousquet i Maurice Papon. Papon es va convertir en ministre sota Giscard d'Estaing; va ser cap de policia sota de Gaulle. Això no és un secret de Mitterrand [sinó] de l'emblema francès i de la burgesia.

## Repartiment
- Michel Bouquet: El president (el seu nom mai es pronuncia a la pel·lícula)
- Jalil Lespert: Antoine Moreau
- Philippe Fretun: Doctor Jeantot
- Anne Cantineau: Jeanne
- Sarah Grappin: Judith
- Catherine Salviat: Mado, la mare de Jeanne
- Jean-Claude Frissung: René, el pare de Jeanne
- Philippe Le Mercier: Fleury, el guardaespatlles
- Serge Kribus: Riou, el conductor
- Jean-Claude Bourbault: el llibreter
- Gregoire Oestermann: Garland
- Beatrice Bruno: Thérèse Manicourt
- Philippe Lehembre: Chazelles
- Istvan Van Heuverzwyn: Deletraz
- Rémy Darcy: Ladrière
- Christèle Tual: la dona de l'agència immobiliària
- Agathe Dronne: la visitant
- Antoine Mathieu: el visitant
- Simon Bonnel: l'agutzil
- Genevieve Casile: Simone Picard
- Gisèle Casadesus: germana de Simone Picard
- Marc Bordure: el veí

## Sobre la pel·lícula
El president té al seu despatx una maqueta a escala d'un Westland Lysander, sobre la qual crida l'atenció d'Antoine Moreau en record de les seves accions a la Resistència.

## Crítiques
A l'agregador de ressenyes Rotten Tomatoes, la pel·lícula té un 50 % d'opinions favorables per a 6 ressenyes. D'altra banda, el lloc Allociné proposa una nota mitjana de 3,7/5 a partir de la interpretacoó de crítiques provinents de 28 ressenyes de premsa.

## Distincions
Va guanyar el César al millor actor el 2006 per Michel Bouquet. També va participar al 55è Festival Internacional de Cinema de Berlín.